# Toronto Shamrocks

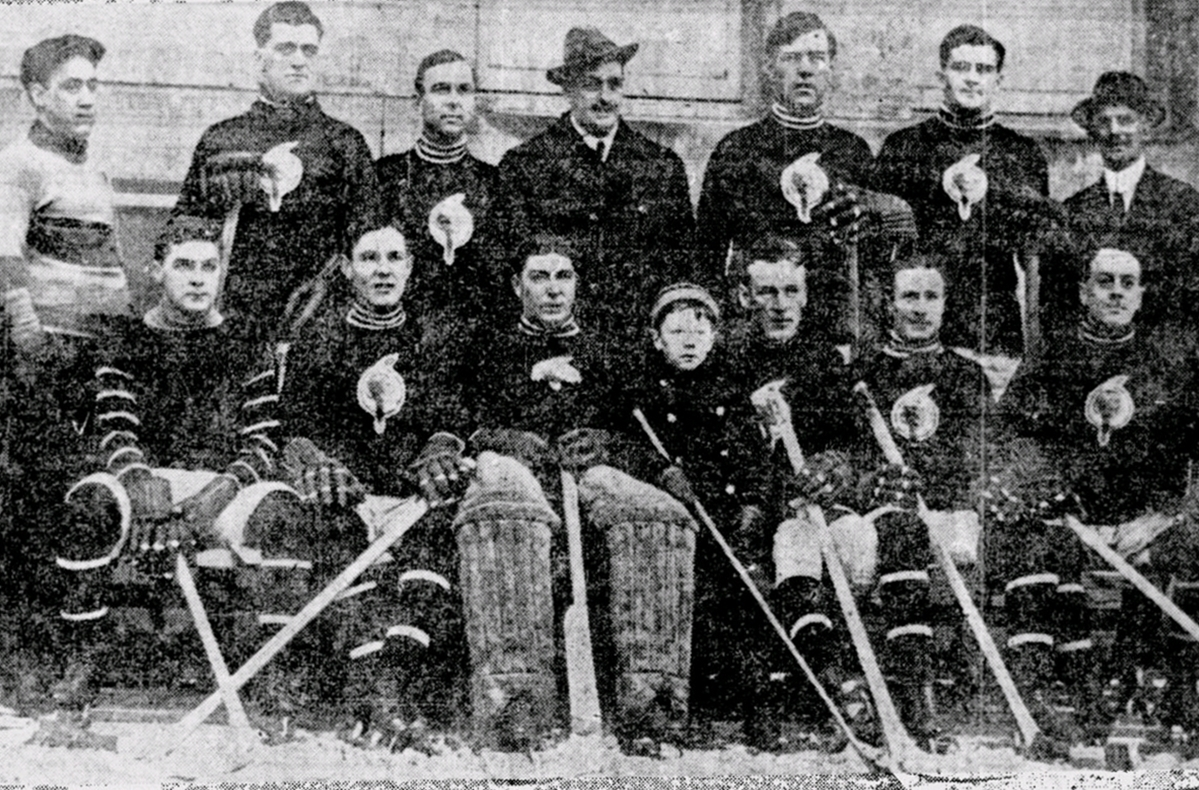
Toronto Tecumsehs säsongen 1912–13. Översta raden, från vänster: Tom Daly, George McNamara, Horace Gaul, Cap Williams, Con Corbeau, Howard McNamara, Billie Pop. Främre raden, från vänster: Alex Nicholson, Ted Oke, Billy Nicholson, okänd, Art Throop, Fred Strike, Ernie Liffiton.

Toronto Shamrocks,  initialt kallat Toronto Tecumsehs och senare även Toronto Ontarios och återaktiverat som Torontos 228:e bataljon, var ett kanadensiskt professionellt ishockeylag i Toronto, Ontario, som var aktivt i National Hockey Association åren 1912–1915 samt under första halvan av säsongen 1916–17.

## Historia

### Toronto Tecumsehs – Toronto Ontarios
Toronto Tecumsehs fick en plats i NHA säsongen 1912–13. Laget, som tränades av målvakten Billy Nicholson och inbegrep "Dynamittvillingarna" George och Howard McNamara, slutade dock sist i ligan med sju vinster och 13 förluster för totalt 14 poäng på 20 matcher. Säsongen därefter, 1913–14, bytte laget namn till Toronto Ontarios men slutade likt föregående säsong sist i ligan, denna gång med fyra vinster och 16 förluster för totalt åtta poäng på 20 matcher.

### Toronto Shamrocks
Säsongen 1914–15 bytte laget åter igen namn, denna gång till Toronto Shamrocks. Shamrocks fick hjälp av namnkunniga spelare som Percy LeSueur, Tommy Smith, Skene Ronan samt bröderna Cy och Corb Denneny och man kunde med deras hjälp undvika jumboplatsen. Shamrocks 14 poäng räckte dock endast till en blygsam femteplats i ligan och laget lades ner efter säsongen.

### Torontos 228:e bataljon
Säsongen 1916–17 återaktiverades laget och återkom till NHA i ny form som Torontos 228:e bataljon. Laget, som spelade i khakifärgade uniformer, bestod av spelare under tillsyn av den kanadensiska armén. Laget spelade tio matcher under första halvan av säsongen och vann sex av dem med en tredjeplats i ligan som resultat innan laget sändes iväg för militär tjänstgöring. Laget spelade även två matcher under andra halvan av säsongen men de resultaten räknades inte med i slutställningen. Eddie Oatman och Goldie Prodgers ledde laget framåt med 17 respektive 16 gjorda mål.

## Statistik

### NHA
M = Matcher, V = Vinster, F = Förluster, O = Oavgjorda, GM = Gjorda mål, IM = Insläppta mål, R = Resultat
| Säsong  | M  | V | F  | O | GM | IM  | R   |
| ------- | -- | - | -- | - | -- | --- | --- |
| 1912–13 | 20 | 7 | 13 | 0 | 59 | 98  | 6:a |
| 1913–14 | 20 | 4 | 16 | 0 | 61 | 118 | 6:a |
| 1914–15 | 20 | 7 | 13 | 0 | 76 | 96  | 5:a |
| 1916–17 | 10 | 6 | 4  | 0 | 70 | 57  | 3:a |